# Abduhamidullo Rasulov

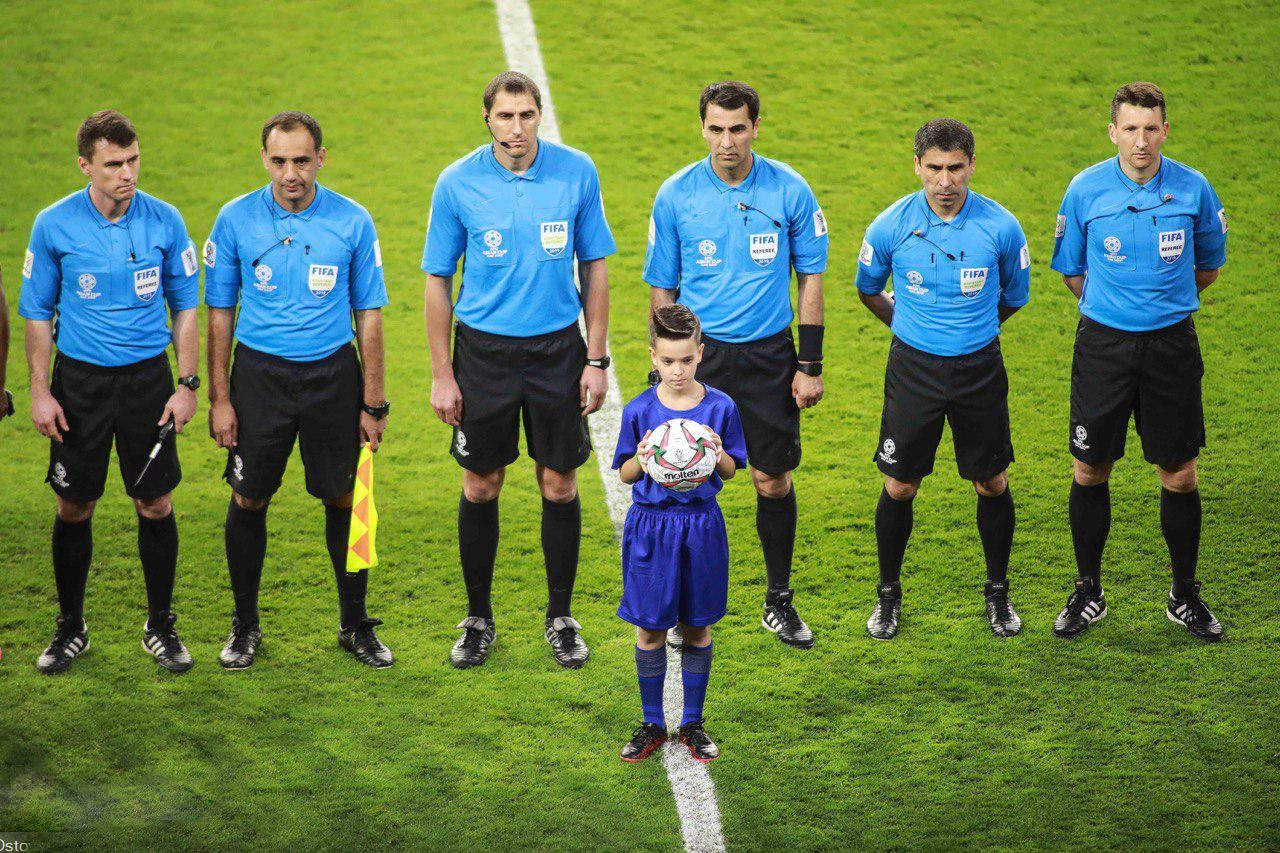
Abduhamidullo Rasulov (Zweiter von rechts, 2019)

Abduhamidullo Rasulov (* 10. Januar 1976) ist ein usbekischer Fußballschiedsrichterassistent.
Seit 2006 steht er auf der Liste der FIFA-Schiedsrichter und leitet internationale Fußballspiele.
Rasulov ist langjähriger Schiedsrichterassistent von Ravshan Ermatov und war (meist zusammen mit Bachadyr Kotschkarow oder Jahongir Saidov) bei vielen internationalen Turnieren im Einsatz, darunter bei der Klub-Weltmeisterschaft 2008 in Japan, bei der Asienmeisterschaft 2011 in Katar, bei der Klub-Weltmeisterschaft 2011 in Japan, beim olympischen Fußballturnier 2012 in London, beim Konföderationen-Pokal 2013 in Brasilien, bei der Weltmeisterschaft 2014 in Brasilien, bei der Asienmeisterschaft 2015 in Australien, bei der U-23-Asienmeisterschaft 2018 in China, bei der Weltmeisterschaft 2018 in Russland und bei der Asienmeisterschaft 2019 in den Vereinigten Arabischen Emiraten (jeweils als Assistent von Ravshan Ermatov).